# Kazimierz Zieliński
Kazimierz Jan Zieliński (ur. 13 maja 1929 w Łodzi, zm. 10 stycznia 2004 w Warszawie) – neurobiolog, członek rzeczywisty PAN.

## Życiorys
Studiował w ZSRR, na Wydziale Biologii Leningradzkiego Uniwersytetu Państwowego (1954) i w Instytucie Fizjologii im. K. P. Pawłowa Akademii Nauk ZSRR w Leningradzie (1955–1958). 1959 obronił doktorat z nauk biologicznych, 1966 habilitował się. Od 1973 z tytułem prof. nadzwyczajnego, 1981 prof. zwyczajnego; od 1976 członek korespondent, od 1991 członek rzeczywisty PAN.
Po krótkim okresie pracy w Szkole Głównej Gospodarstwa Wiejskiego w Warszawie i studiach zagranicznych został pracownikiem Instytutu Biologii Doświadczalnej im. Marcelego Nenckiego PAN w Warszawie (1973–1991 dyrektor). Odbył staż naukowy w Kanadzie, był także visiting professor w Syracuse University (stan Nowy Jork, USA).
W latach 1980–1986 wiceprzewodniczący Międzynarodowej Organizacji Badań nad Mózgiem (IBRO), największej międzynarodowej organizacji neurobiologicznej.

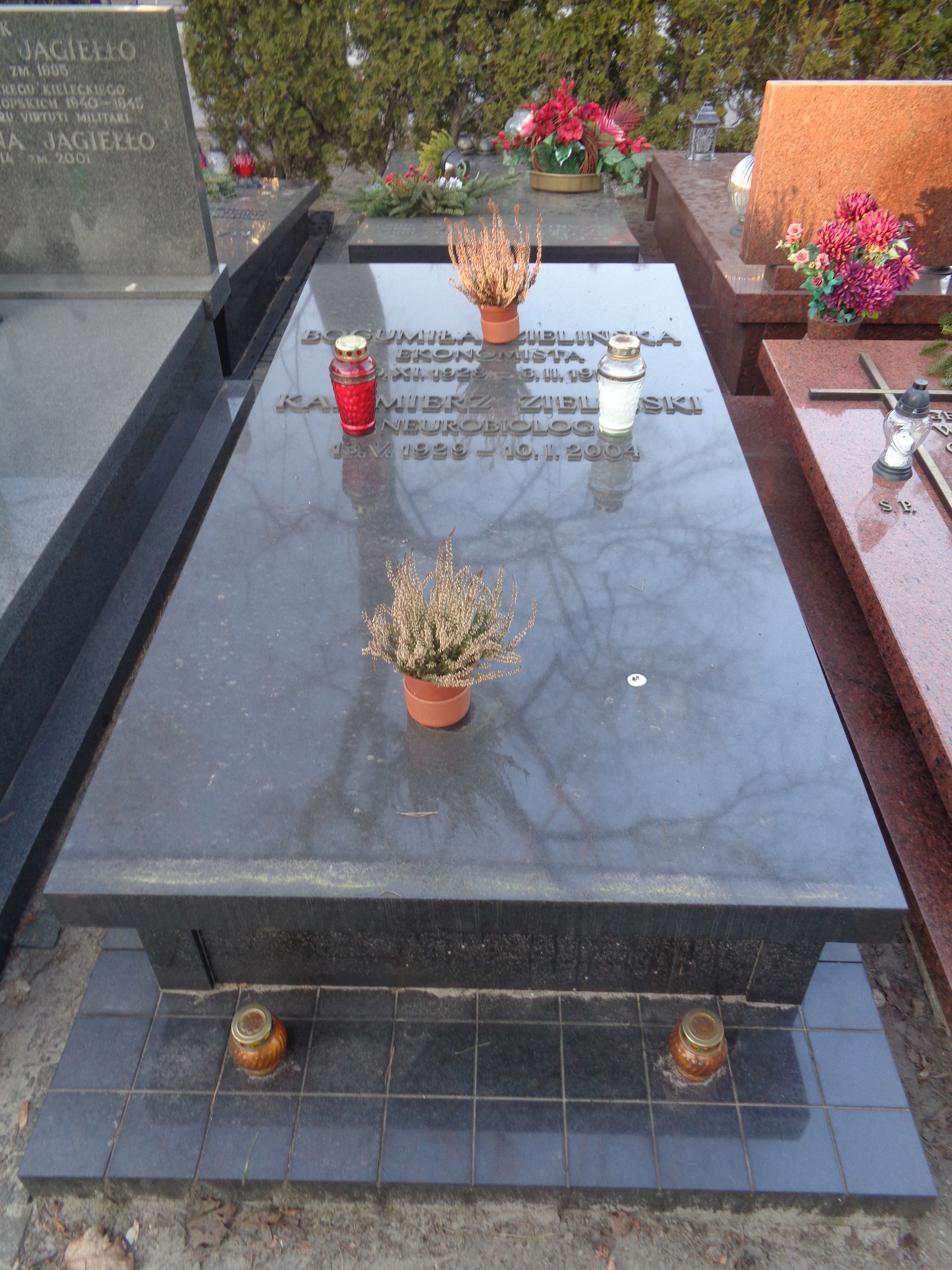
Grób prof. Kazimierza Zielińskiego na cmentarzu Wojskowym na Powązkach w Warszawie

Opublikował ponad 150 prac naukowych w periodykach polskich i zagranicznych. Jego badania dotyczyły fizjologii rozwoju kurcząt, mechanizmów fizjologicznych odruchu unikania, prawa siły bodźców warunkowych, różnicowania reakcji warunkowych i generalizacji bodźców warunkowych, stosunków między reakcjami obronnymi i pokarmowymi, genezy i znaczenia reakcji wykonywanych w przerwach między bodźcami.
W latach 1947–1958 był członkiem ZWM, w latach 1948–1954 był członkiem ZMP, od 1953 do 1990 należał do PZPR.
Zmarł w Warszawie, pochowany na cmentarzu Wojskowym na Powązkach (kwatera A3 tuje-2-25).

## Ordery i odznaczenia
- Krzyż Komandorski Orderu Odrodzenia Polski (2002)[3]
- Krzyż Oficerski Orderu Odrodzenia Polski
- Krzyż Kawalerski Orderu Odrodzenia Polski